# 圣米格尔德尔皮诺
圣米格尔德尔皮诺，是西班牙卡斯蒂利亚-莱昂巴利亚多利德省的一个市镇。总面积8平方公里，总人口224人（2001年），人口密度28人/平方公里。